# Ordem Dom Martinho Lopes
Der Ordem Dom Martinho Lopes ist ein Orden Osttimors.

## Hintergrund
Der Orden ist nach Martinho da Costa Lopes, dem apostolischen Administrator von Dili (1977–1983) benannt und wurde mit dem präsidialen Dekret 50/2007 geschaffen. Mit ihm werden Priester und Nonnen geehrt, die zwischen 1975 und 1999 „dem Volk und der Sache der Timoresen gedient haben“. Mit der Schaffung des Ordens sollen Mitglieder des Klerus ausgezeichnet und ihr „maßgeblicher Beitrag“ anerkannt werden, den sie unabhängig von ihrer Nationalität zum „Kampf um die nationale Unabhängigkeit“ geleistet haben. Die Ordensträger erhalten den Titel „Unterstützer des Kampfes der Nationalen Befreiung“.
Das Dekret 50/2007 führt aus:

«Na sua vertente cultural e humana, a Igreja Católica em Timor-Leste sempre soube assumir, com dignidade, o sofrimento de todo o povo, colocando-se ao seu lado na defesa dos seus mais elementares direitos. Este facto histórico e humano é reconhecido na nossa Constituição que, no n°2 do Artigo 11°, refere: “O Estado reconhece e valoriza a participação da Igreja Católica no processo de libertação nacional de Timor-Leste”.»

„Die katholische Kirche in Osttimor hat es in kultureller und menschlicher Hinsicht immer geschafft, das Leid aller Menschen würdevoll auf sich zu nehmen und bei der Verteidigung ihrer grundlegendsten Rechte an ihrer Seite zu stehen. Diese historische und menschliche Tatsache wird in unserer Verfassung anerkannt, in der es in Artikel 11 Absatz 2 heißt: ‚Der Staat erkennt und schätzt die Beteiligung der katholischen Kirche am Prozess der nationalen Befreiung Osttimors‘.“

## Träger des Ordem Dom Martinho Lopes
Die Liste ist nicht vollständig.
- Priester José Lopes Baptista (2012)[1]
- Pater Mário do Carmo Lemos Belo (2007, posthum)[3]
- Priester Reinaldo Cardoso (2012)[1]
- Nonne Erminia Cazzaniga (2007, posthum, siehe: Lospalos-Fall)[3]
- Priester Domingos Morato da Cunha (2012)[1]
- Bischof Hilton Forrest Deakin (2012)[1]
- Priester João de Deus (Medaille 2012)[1]
- Apostolischer Administrator Martinho da Costa Lopes (2007, posthum)[3]
- Pater Hilario Madeira (2007, posthum, siehe: Kirchenmassaker von Suai)[3]
- Priester José Martins (2012)[1]
- Nonne Maria Celeste de Carvalho Pinto (2007, posthum, siehe: Lospalos-Fall)[3]